# Bahnhof Amersfoort Centraal
Der Bahnhof Amersfoort Centraal ist der größte Bahnhof der niederländischen Stadt Amersfoort. Der Bahnhof wurde 2024 täglich von 43.123 Personen genutzt und zählt damit zu den frequenzstärksten in den Niederlanden. Er ist zentraler Knotenpunkt im städtischen öffentlichen Personennahverkehr (ÖPNV). Am Bahnhof verkehren nationale Regional- und Fernverkehrszüge sowie der grenzüberschreitende Intercity von Berlin nach Amsterdam.

## Geschichte
Erster Bahnhof der Stadt war der Bahnhof Amersfoort (NCS) und wurde am 20. August 1863 mit der Bahnstrecke Utrecht–Kampen eröffnet. Dieser liegt jedoch weiter östlich des heutigen Bahnhofs und kann noch bei der Ausfahrt Richtung Zwolle auf südlicher Gleislage gesehen werden. Mit der Eröffnung der Strecke nach Kesteren durch die Bahngesellschaft Hollandsche IJzeren Spoorweg-Maatschappij (HIJSM) wurde der Bahnhof Amersfoort-Staat gebaut und eingeweiht. Er lag jedoch hinter dem Abzweig Richtung Kesteren, ca. 900 m entfernt von NCS. Damit ergab sich eine unzufriedene Umsteigemöglichkeit. Daher wurde im Gleisfeld Richtung Amsterdam ein dritter Bahnhof namens Amersfoort Staat Aansluiting als Umsteige- und Anschlussbahnhof gebaut. Die Stadt hatte in den 1890ern nunmehr drei Bahnhöfe. HIJSM hatte inzwischen seine Bahnstrecke nach Amsterdam verlängert und durch das gestiegene Personenaufkommen waren die Kapazitäten aller Bahnhöfe erschöpft und ein Hauptbahnhof entsonnen. Nach dem Abriss von Amersfoort Staat Aansluiting zur Baufreiheit und Verlegung der Gleise wurde der heutige Bahnhof, so weit wie möglich östlich davon, gebaut, am 1. Januar 1902 eröffnet und der Bahnhof Amersfoort-Staat danach geschlossen und abgerissen. Architekt war Dirk Antonie Nicolaas Margadant. Sein heutiges Erscheinungsbild erhielt der Bahnhof 1997 vom Architekten Jan van Belkum. Mit Fahrplanwechsel zum 15. Dezember 2019 erhielt der Bahnhof Amersfoort den Zusatz Centraal. Die Bahnstrecke nach Kesteren wurde 1944 geschlossen und danach komplett zurückgebaut.

### Galerie

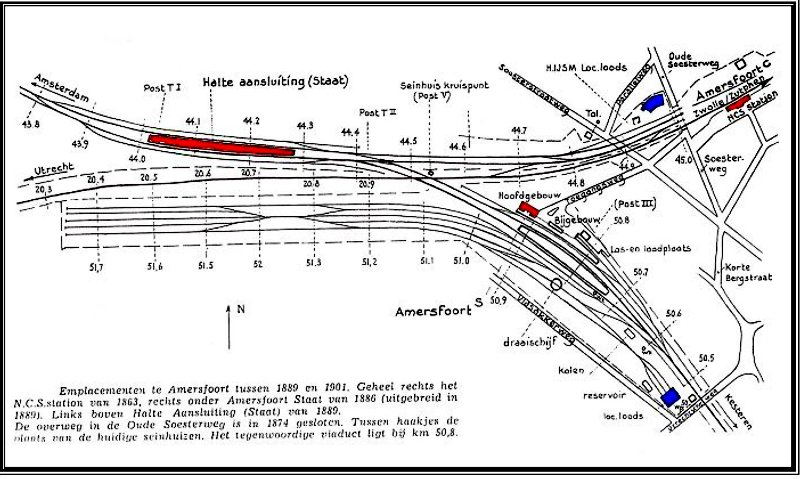
Bahnhofssituation in den 1890ern links befindet sich der alte Bahnhof Amersfoort Staat Aansluiting, etwas östlich davon der Neubau (nicht eingezeichnet) Blau: Werkstätten
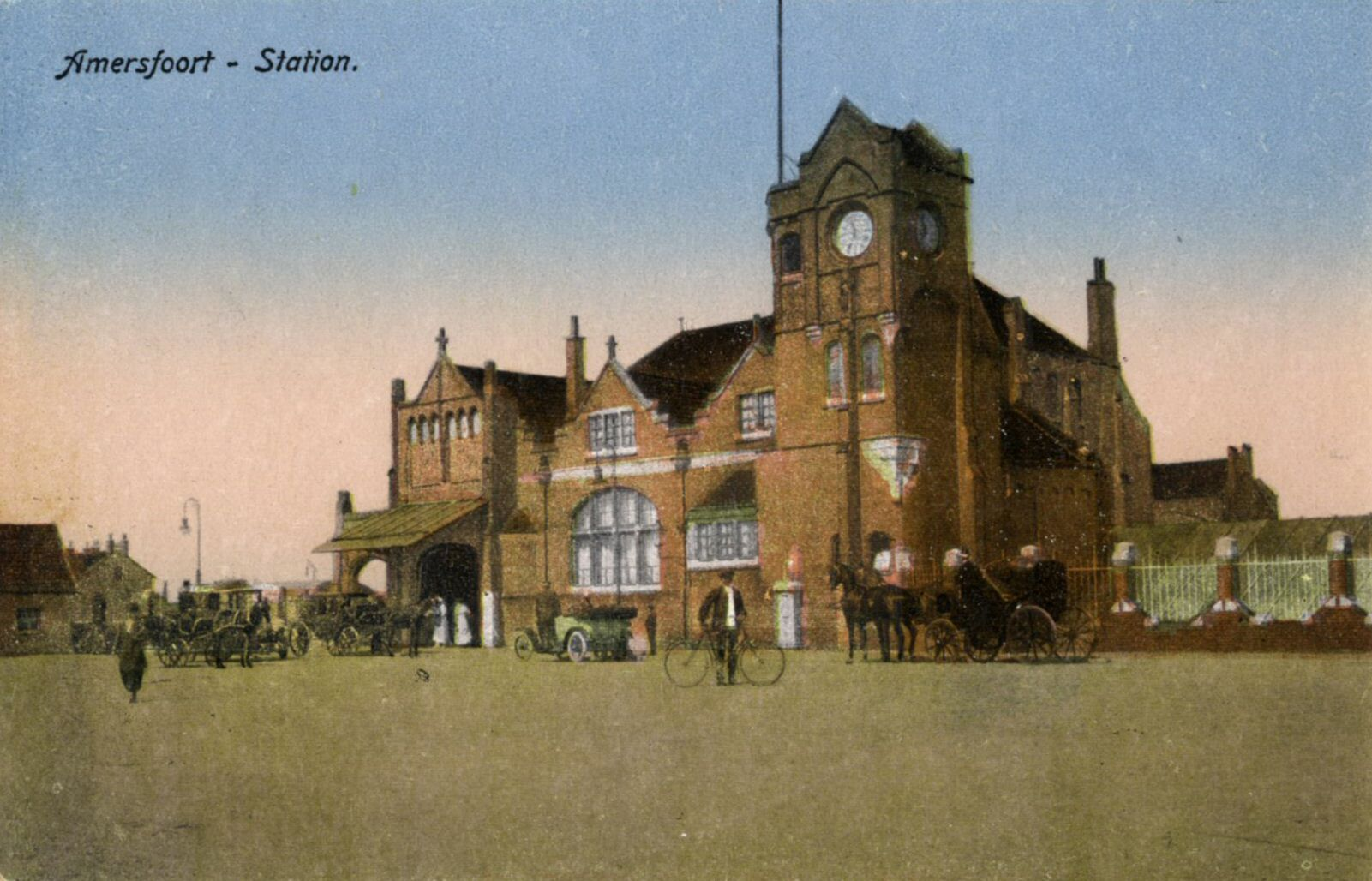
Straßenansicht ca. 1902
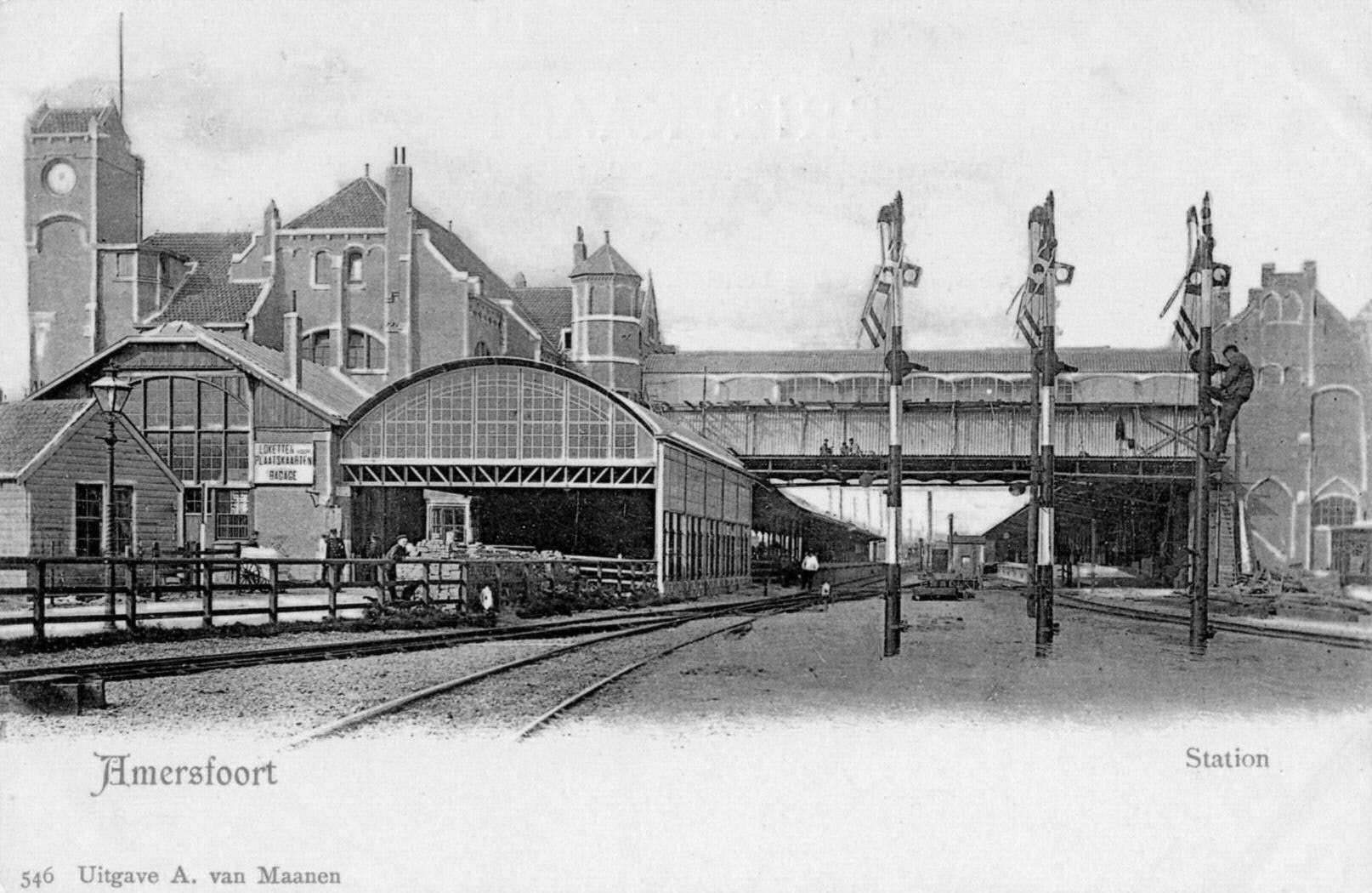
Ostansicht mit Gleisfeld
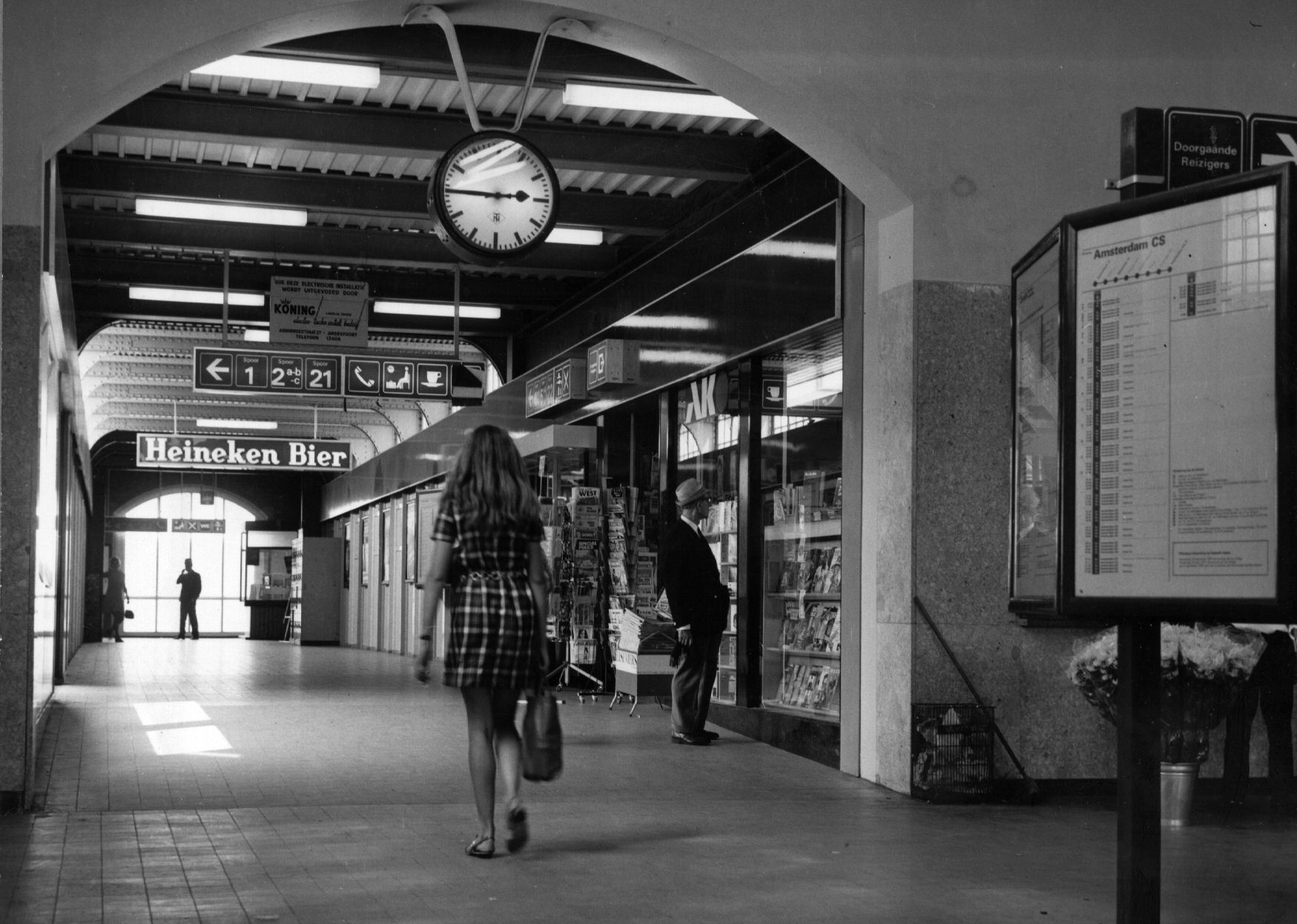
Durchgang zu den Gleisen mit Geschäften 1970

## Streckenverbindungen
Im Jahresfahrplan 2022 verkehren folgende Linien am Bahnhof Amersfoort Centraal:
| Zugtyp                                      | Linienverlauf | Frequenz |
| ------------------------------------------- | --- | --- |
| Intercity (NS International/DB Fernverkehr) | Amsterdam Centraal – Amersfoort Centraal – Deventer – Hengelo – Bad Bentheim – Rheine – Osnabrück Hbf – Hannover Hbf – Berlin Hbf – Berlin Ostbahnhof | zweistündlich                                                                                                |
| Intercity                                   | Rotterdam Centraal – Utrecht Centraal – Amersfoort Centraal – Zwolle – Groningen                                                                      | stündlich |
| Intercity                                   | Leeuwarden – Meppel – Zwolle – Amersfoort Centraal – Utrecht Centraal – Rotterdam Centraal                                                            | stündlich |
| Intercity                                   | Amsterdam Centraal – Hilversum – Amersfoort Centraal (– Deventer)                                                                                     | halbstündlich (vereinzelte Fahrten nach Deventer)                                                            |
| Intercity                                   | Schiphol Airport – Amsterdam Zuid – Amersfoort Centraal – Deventer – Hengelo – Enschede                                                               | stündlich |
| Intercity                                   | Den Haag Centraal – Gouda – Utrecht Centraal – Amersfoort Centraal – Deventer – Hengelo – Enschede                                                    | stündlich |
| Intercity                                   | Den Haag Centraal – Gouda – Utrecht Centraal – Amersfoort Centraal (– Deventer)                                                                       | halbstündlich (nur in der HVZ bis Deventer; fährt nicht nach 21 Uhr und am Wochenende nicht nach Amersfoort) |
| Intercity                                   | Schiphol Airport – Amsterdam Zuid – Duivendrecht – Hilversum – Amersfoort Centraal – Amersfoort Schothorst                                            | stündlich |
| Intercity                                   | Amersfoort Schothorst – Amersfoort Centraal – Utrecht Centraal – Gouda – Den Haag Centraal                                                            | stündlich |
| Intercity                                   | Utrecht Centraal – Amersfoort Centraal | stündlich (Nachtnet)                                                                                         |
| Sprinter                                    | Utrecht Centraal – Amersfoort Centraal – Zwolle | halbstündlich                                                                                                |
| Sprinter                                    | Amersfoort Centraal – Nijkerk – Harderwijk | halbstündlich (fährt nur in der HVZ)                                                                         |
| Sprinter                                    | Amersfoort Vathorst – Amersfoort Centraal – Hilversum – Weesp – Amsterdam Centraal                                                                    | halbstündlich                                                                                                |
| Stoptrein (Connexxion)                      | Amersfoort Centraal – Barneveld Centrum – Ede-Wageningen                                                                                              | halbstündlich (Teil der Valleilijn)                                                                          |
| Stoptrein (Connexxion)                      | Amersfoort Centraal – Barneveld Centrum – Barneveld Zuid                                                                                              | halbstündlich (Teil der Valleilijn)                                                                          |